# 网络文学
网络文学是以计算机网络为载体发表的文学作品，创作主体通常是网络作家、网络写作者。整体來說，网络文学是平等的，每个人可以是寫作者，也可以是读者，多数读者也都是平视作者，体现网络平等的主旨。网络文学的體裁以小说为主，也有散文、詩歌、劇本的體裁。

## 网络文学的起源
中文网络文学起源于1990年代初。1990年11月28日，中国正式在SRI－NIC（斯坦福研究所网络信息中心）注册登记了中国的顶级域名CN，开通了使用中国顶级域名CN 的国际电子邮件服务。而几乎与此同时1991香港（HK）和台湾（TW）分别在1991年连入NSFNET。中文互联网迈出的第一步，为中国网络文学的发展奠定了基础。
- 1989年：《华夏文摘》是网上最早的独立海外华人中文媒体之一。由海外中国大陆留学生梁路平，朱若鹏、熊波、邹孜野等人创办于1989年3月6日，当时叫做《新闻文摘》(NEWS DIGEST)电脑网络，以listserv的形式向留学生发送。

- 1991年：王笑飞创办了中文文学通讯网“中文诗歌网”；少君1991年4月在网络上发表第一篇中文网络小说《奋斗与平等》，成为历史上第一位中文网络作家。

- 1992年：美国的印第安那州中国留学生在Usenet上建立了“中文新闻组”，中文网络文学以新闻的方式在全球互联网上传播。

- 1993年：1993年3月诗阳通过电邮网络大量发表诗歌作品，之后在中文新闻组和中文诗歌网上刊登了数百篇诗歌，成为历史上第一位中国网络诗人。

- 1995年：第一份网络中文诗刊《橄榄树》由诗阳和鲁鸣等人于1995年3月成立；1995年底，几位在中文诗歌网上发表作品的的女性作者创办了第一份网络女性文学刊物《花招》；中国内地出现网吧。

- 1996年：中国的网吧开始在各大城市飞速发展；对网络文学产生影响的主要是海外的网络名家，如散宜生、图雅等。

- 1997年：1997年11月2日的凌晨，老榕在新浪的前身“四通利方”论坛里发表了《10.31大连金州没有眼泪》的文章，在两天之内传遍了各大中文网络，这标志着网络文学开始产生重大影响。

- 1998年：台湾的写手蔡智恒（痞子蔡）其代表作《第一次的亲密接触》由网上而纸上，一时之间，洛阳纸贵；1998年第6期《天涯》出现了影响力颇大的网络小说《活得像个人样》；与此同时，香港作家黄易和台湾作家莫仁分别在网络上发表《大唐双龙传》和《星战英雄》；中国的文学门户网站如黄金书屋以及各类个人网络书屋大量出现。

- 1999年：大规模的中文文学网站如榕树下以及收费文学网站博库纷纷出现，网络文学走向繁荣。

- 21世纪：文学网站在多模式和新技术的基础上继续发展；越来越多的人在网上阅读和写作，臉書、博客或者部落格的出现更是掀起了全网民写作的热潮；

## 网络文学的特征
网络文学在经历了不断的发展之后，成为了现代文学的主流之一。
- 传播速度的不断加快和传播空间的不断扩大：当今的网络盛行，使得人人能在瞬间得知天下事，优秀的文学作品可以在极短的时间内传遍整个网络。有的网络写手可以一夜走红。

- 个性作品的出现：网络文学作为文学形态，其创作过程是自然的，能够使作者有更大的自由度在作品里充分体现个性和创意，或者得到某种意义上的自我满足。

- 全民性的参与：几乎所有的网民都可以阅读和写作，各种网络刊载平台确保了网络作品能顺利地发表，大量的自由撰稿人和业余网络写手出现。这同时也出现了鱼目混珠的现象，文学作品的质量不再得以保证。

- 多媒体创作的运用：网络科学提供了文字图象动画音响相结合的互动效果，这样的电子出版平台效果是传统的印刷出版所无法比拟的。

- 商业化趋势：一方面是文学网站的商业化，如收费或者广告的运用等，另一方面是网络作家在成名后走下网络去出版书籍。

## 网络文学网站
除了部落格、个人网站、个人主页之外，较大的网络文学网站有：
- 中國大陸
  - 纵横中文网
  - 龙的天空
  - 起点中文网[1]
  - 晋江文学城
  - 易风文学
  - 七猫小说阅读

- 香港
  - Penana[2]
  - 紙言 [3]
  - TBC [4]
  - Lovsay [5]

- 台灣
  - 吹鼓吹詩論壇
  - 喜菡文學網
  - 每天為你讀一首詩
  - POPO
  - 鏡文學 [6]
  - 在水裡寫字 [7]

## 商业化

### 产业链结构

#### 上游
产业链上游为内容供应方，主要包括个人作者和工作室。网文作者大多为兼职，在专职工作外，将自己的真实生活、专业知识应用于文章创作。此外，从年龄来看，《2022中国网络文学发展研究报告》显示，90后成为写作主力人群，00后是主要新增量。

#### 中游
中游是网文内容平台，包含阅读网站和阅读社区，是网文变现的重要一环，并由此衍生出IP改编这一重要赛道。内容平台将上游内容整合，分发至下游用户，主要分为免费和付费两种商业模式。付费模式指用户为阅读进行付费，通常按字数、篇幅、整本等进行付费阅读或按照包月、包年等方式订阅。免费模式下用户观看广告替代付费，内容平台主要通过广告业务获取收入。
IP改编指版权方收取版权费用，将网文改编为影视、动漫、游戏等多类产品。尤其在影视方面，近几年，在《庆余年》《开端》等网文改编的影视剧成为爆款后，越来越多的网文被改编为剧集，言情、现实为主要改编类型。传媒圈数据显示，爱优腾三大平台2022热度榜单TOP10中，分别有30%、50%与60%的电视剧改编自网文。此外，网文改编内容的火爆也可反哺作品本身，吸引其他领域用户阅读原文，甚至阅读作者其他作品或类似网文。《2021中国网络文学发展研究报告》数据显示，《赘婿》电视剧播出后，尚处于连载中的原著日均阅读人数提升近17倍。

#### 下游
产业链下游是个人和团体用户。个人用户中的年轻用户为主要群体，中国社会科学院数据显示，60%以上网文读者是Z世代。此外，不同类型用户偏爱不同平台。如晋江官网数据显示，晋江文学中超九成用户为18-35岁女性；米读报告显示，米读用户性别比例相对均衡，年龄主要在23-40岁内。

### 市场规模
从用户、作者数量快速增长、内容质量提高到人们为优质作品付费意愿提升，中国网络文学以良性循环蓬勃发展。人们付费意愿的提升提高作者收入，吸引更多作者加入的同时，激励其创作出更优良的内容，进一步提高人们付费观看意愿，行业形成滚雪球式增长。《2022中国网络文学发展研究报告》数据显示，2022年网络文学原生收入市场规模达389.3亿元，同比增长8.8%。
此外，IP改编则成为网文发展最大的增量市场。一方面，网文IP可被改编为多种文娱形式，如漫画、有声书、影视剧、游戏、舞台剧等，多方面充分挖掘IP价值。另一方面，随着出现多个网文改编成爆款剧后，网文成为影视、游戏等多个文娱细分行业的重要内容源头，版权费快速增长，从百万级别快速上升至千万级，IP价值提升。易观数据统计，2022年中国网络文学IP全版权运营市场规模超2,520亿元，预计在2025年突破3,000亿元。

### 海外发展现状
2014年，第一家中国网文英译网站武侠世界上线，标志着中国网文出海的第一步。随着中国崛起，越来越多外国人对中国文化产生兴趣，而网文则是其了解博大精深中华文化的重要且有趣方式之一，尤其是武侠、修仙、宫廷等中国独特文学类型格外吸引外国人。
起初，中国网文主要依靠人工翻译，但是存在耗时耗力等问题。而后随着AI技术的成熟，AI翻译逐渐取代人工翻译，虽翻译速度提升，但仍无法准确翻译中国古诗词、特殊名词等内容，并明确表达文字意境。为提高翻译质量和效率，目前机器+人工是各内容平台最常用的翻译方法。截至2023年10月，阅文旗下海外门户起点国际已上线约3600部中国网文的翻译作品，同比三年前增长110%。2023年度海外阅读量最高的5部作品《超级神基因》《诡秘之主》《宿命之环》对应玄幻、西方奇幻等不同题材类型。新阅时代的产品Goodnovel （页面存档备份，存于）主要覆盖欧美市场，针对言情市场推出了Buenovela和主攻奇幻恐怖小说类别的Meganovel.

## 扩展阅读
- 《中国网络文学编年史》，欧阳友权，袁星洁编，北京：中国文联出版社，2015